# Hayes Alan Jenkins
Pour les articles homonymes, voir Jenkins.
Hayes Alan Jenkins, né le 29 juin 1933 à Akron (Ohio), est un ancien patineur artistique américain. Il a remporté le titre olympique en 1956, quatre ans avant son frère David et quatre titres de champions du monde.
Les frères Jenkins ont dominé le patinage artistique des années 50, gagnant, à eux deux, deux titres olympiques et sept titres de champion de monde.
Il a épousé la patineuse Carol Heiss championne olympique à Squaw Valley en 1960.

## Biographie

### Hommage
Hayes Alan Jenkins est intronisé au Temple de la renommée du patinage artistique américain en 1976.

## Palmarès
| Compétition                     | 1949 | 1950 | 1951 | 1952 | 1953 | 1954 | 1955 | 1956 |  |  |  |  |  |  |
| Jeux olympiques d'hiver         |      |      |      | 4e   |      |      |      | 1er  |  |  |  |  |  |  |
| Championnats du monde           | 6e   | 3e   | 4e   | 3e   | 1er  | 1er  | 1er  | 1er  |  |  |  |  |  |  |
| Championnats d'Amérique du Nord | 3e   |      | 3e   |      | 1er  |      | 1er  |      |  |  |  |  |  |  |
| Championnats des États-Unis     | 3e   | 2e   | 3e   | 3e   | 1er  | 1er  | 1er  | 1er  |  |  |  |  |  |  |
|                                 |      |      |      |      |      |      |      |      |  |  |  |  |  |  |